# Ryszard Raczyński
Ryszard Raczyński (ur. 20 sierpnia 1951 w Otwocku) – polski nauczyciel, urzędnik państwowy, działacz oświatowy związany z Warszawą, w latach 2002–2006 Mazowiecki Kurator Oświaty.

## Życiorys
W latach 1958—1965 kształcił się w Szkole Podstawowej nr 5 w Otwocku-Świdrze. W latach 1965—1970 kształcił się w  Technikum Mechaniki Precyzyjnej w Warszawie. W latach 1970—1974 odbył studia inżynierskie na Wydziale Mechaniki Precyzyjnej Politechniki Warszawskiej oraz Stosunki Międzynarodowe na Wydziale Dziennikarstwa i Nauk Politycznych Uniwersytetu Warszawskiego (1998).
W latach 1974—1975 odbył obowiązkowe szkolenie wojskowe dla absolwentów uczelni cywilnych w Szkole Oficerów Rezerwy w Olsztynie i Pomiechówku, którą ukończył ze stopniem porucznika. W latach 1975—1976 studiował pedagogikę szkolnictwa zawodowego w Studium Pedagogicznym Politechniki Warszawskiej. W 1975 roku został nauczycielem w Zespole Szkół Mechaniki Precyzyjnej w Warszawie. W latach 1996—1998 studiował na Wydziale Dziennikarstwa i Nauk Politycznych Uniwersytetu Warszawskiego, które ukończył z tytułem magistra stosunków międzynarodowych.
W 2000 ukończył Kolegium Kształcenia Zawodowego TPD i Wyższej Szkoły Pedagogiki Specjalnej na kierunku zarządzanie oświatą w placówkach szkolnictwa masowego i specjalnego.
W latach 1975—1991 był nauczycielem, wicedyrektorem i dyrektorem Zespołu Szkół Mechaniki Precyzyjnej w Warszawie. W 1991 zainicjował stworzenie LXXII Liceum Ogólnokształcącego im. gen. Jakuba Jasińskiego w Warszawie i do 1995 był jego pierwszym dyrektorem.
W 1995 był zastępcą Inspektora Oświaty i Wychowania Urzędu Dzielnicy Warszawa Praga-Południe, a następnie, do 2002, wicedyrektorem Wydziału Oświaty Gminy Warszawa-Centrum. W latach 2002–2006 pełnił funkcję Mazowieckiego Kuratora Oświaty.
Był nauczycielem i dyrektorem Zespołu Szkół Samochodowych i Licealnych nr 1 w Warszawie (2006–2014). W latach 2014—2017 pracował w Zespole Szkół nr 125 (Gimnazjum nr 43 im. Wojska Polskiego i IX Liceum Ogólnokształcące im. Klementyny Hoffmanowej w Warszawie), był tam dyrektorem.
W 2017 przeszedł na emeryturę.
Należał do SLD.

## Odznaczenia i wyróżnienia
- Złoty Krzyż Zasługi
- Srebrny Krzyż Zasługi
- Medal Komisji Edukacji Narodowej
- Srebrna Odznaka Honorowa „Za Zasługi dla Warszawy”
- Złota Odznaka ZNP
- Złoty Medal „Za zasługi dla Ligi Obrony Kraju”
- Srebrny i Brązowy Medal „Za zasługi dla obronności Kraju”
- Odznaka TPD „Przyjaciel Dziecka”
- Medal TPD im. dr. Henryka Jordana
- Odznaka Honorowa PCK II i III stopnia
- Nagrody Ministra Edukacji Narodowej, Mazowieckiego Kuratora Oświaty, Prezydenta m.st. Warszawy[1].